# Bethlehem Shipbuilding

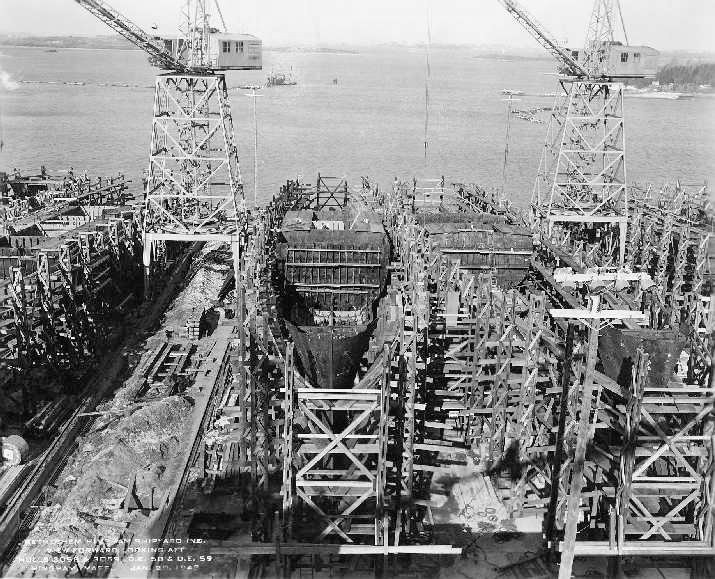

Bethlehem Steel Corporation Shipbuilding Division (рус. Кораблестроительное подразделение корпорации «Бетлехем стил», Bethlehem Shipbuilding Corporation) – кораблестроительная компания, созданная в 1905 году, когда корпорация Bethlehem Steel приобрела в Сан-Франциско верфь Union Iron Works. В 1917 году преобразована в Bethlehem Shipbuilding Corporation, Limited.
С 1913 года, после приобретения верфи «Фор-Ривер», штаб-квартира компании находилась в Куинси, штат Массачусетс. С 1964 года – в Спарроус-Пойнте в штате Мэриленд.
В 1940 компания была на первом месте в списке крупнейших верфей США, способных строить корабли любых классов. Второе и третье место занимали Newport News Shipbuilding & Drydock and New York Shipbuilding Corporation.  В начале 1940-х годов Bethlehem Shipbuilding принадлежали 4 верфи: Fore River, Sparrows Point, San Francisco, and Staten Island. Bethlehem Shipbuilding сильно выросла в годы Второй мировой войны, участвуя в программе «ускоренного строительства кораблей» (Emergency Shipbuilding program).
В середине 1960-х годов верфь в Куинси была продана General Dynamics, а в 1986 году была закрыта. Верфь в Аламиде (Alameda Works Shipyard) была закрыта в начале 1970-х годов, а подразделение в Сан-Франциско продано British Aerospace в середине 1990-х годов и существует как подразделение BAE Systems под названием San Francisco Ship Repair.
В 1997 году Bethlehem Steel свернул свои кораблестроительные мощности, сосредоточившись на чёрной металлургии. При этом разработки по новым материалам (алюминий, цинк, магний, титан) велись вплоть до 2001 года.

## Верфи
Bethlehem Shipbuilding принадлежали следующие верфи (в порядке приобретения):
| Bethlehem Wilmington                                        | Уилмингтон (штат Делавэр)                      | 1904—1925, 1941—1945 |
| Union Iron Works                                            | Сан-Франциско (штат Калифорния)                | 1905—1941 |
| Hunters Point Drydocks                                      | Hunters Point, Сан-Франциско (штат Калифорния) | 1908—1920. Продан ВМФ США |
| Fore River Shipyard                                         | Куинси (штат Массачусетс)                      | 1913—1964. Продан General Dynamics |
| Bethlehem Sparrows Point Shipyard                           | Спарроус-Пойнт (штат Мэриленд)                 | 1914—1997 |
| Bethlehem Elizabethport                                     | Elizabethport (штат Нью-Джерси)                | 1916—1921 |
| Alameda Works Shipyard                                      | Аламида (штат Калифорния)                      | 1916—1956 |
| Squantum Victory Yard                                       | Куинси (штат Массачусетс)                      | 1917—1919. Построен для производства эсминцев, чтобы разгрузить Fore River Yard, строивший другие корабли, в частности, авианосец «Лексингтон». |
| Bethlehem Mariners Harbor                                   | Статен-Айленд (штат Нью-Йорк)                  | 1938—1960 |
| Bethlehem Shipyard (Southwest Marine Terminal at Berth 240) | Сан-Педро в Лос-Анджелесе (штат Калифорния)    | 1940—1981 |
| Bethlehem Fairfield Shipyard                                | Балтимор (штат Мэриленд)                       | 1940—1945 |
| Bethlehem Hingham Shipyard                                  | Hingham (штат Массачусетс)                     | 1940—1945 |
| Bethlehem Atlantic Works, East                              | Бостон (штат Массачусетс)                      | |
| Morse Dry Dock and Repair Company                           | Бруклин (штат Нью-Йорк)                        | |
| Hoboken Shipyard                                            | Хобокен (штат Нью-Джерси)                      | ?—1982 |
| Bayonne Naval Drydock                                       | Бейонн (штат Нью-Джерси)                       | |
| Bethlehem Pennsylvania Shipyards, Inc.                      | Бомонт (штат Техас)                            | 1948—1989 |